# Discoteca

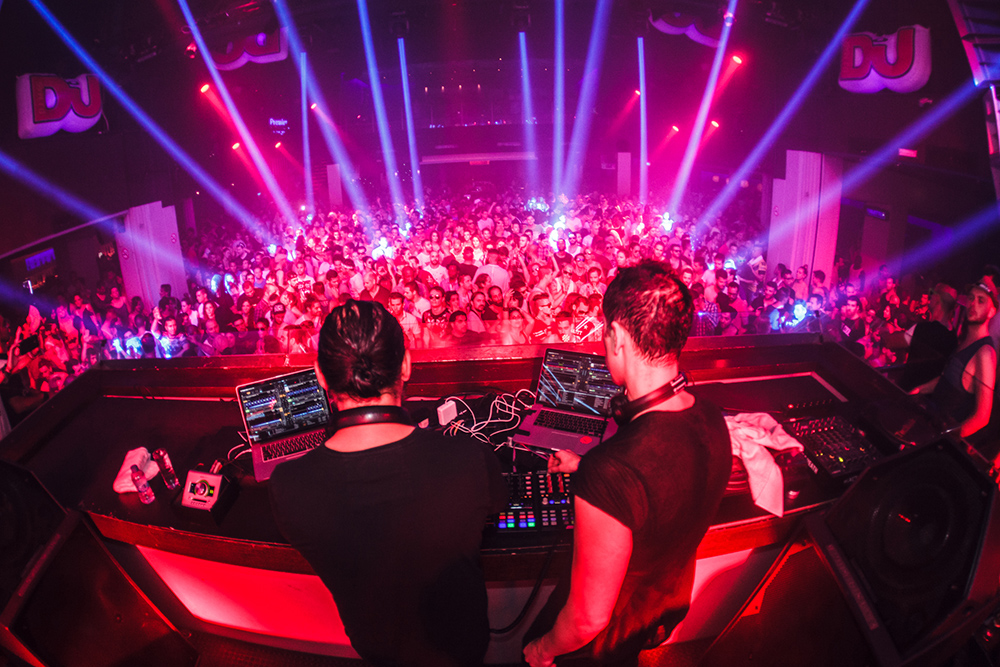
Un DJ actuando en una fiesta.

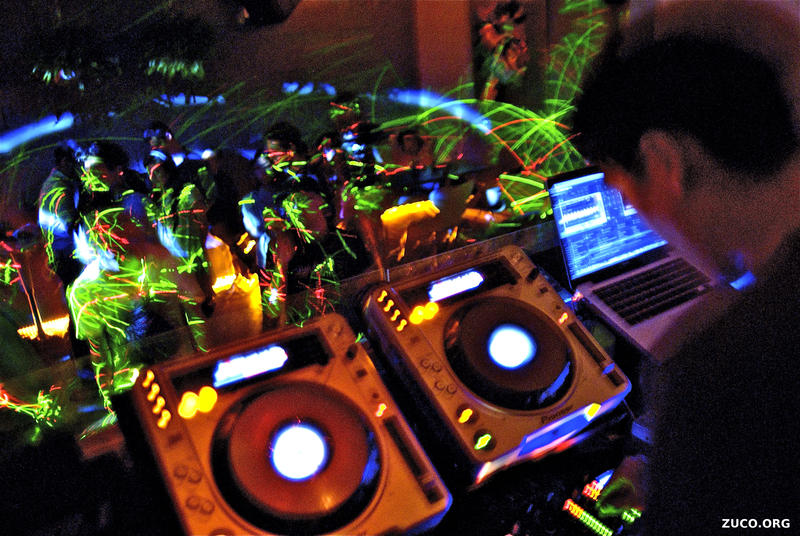
Equipamiento para mezcla de música.

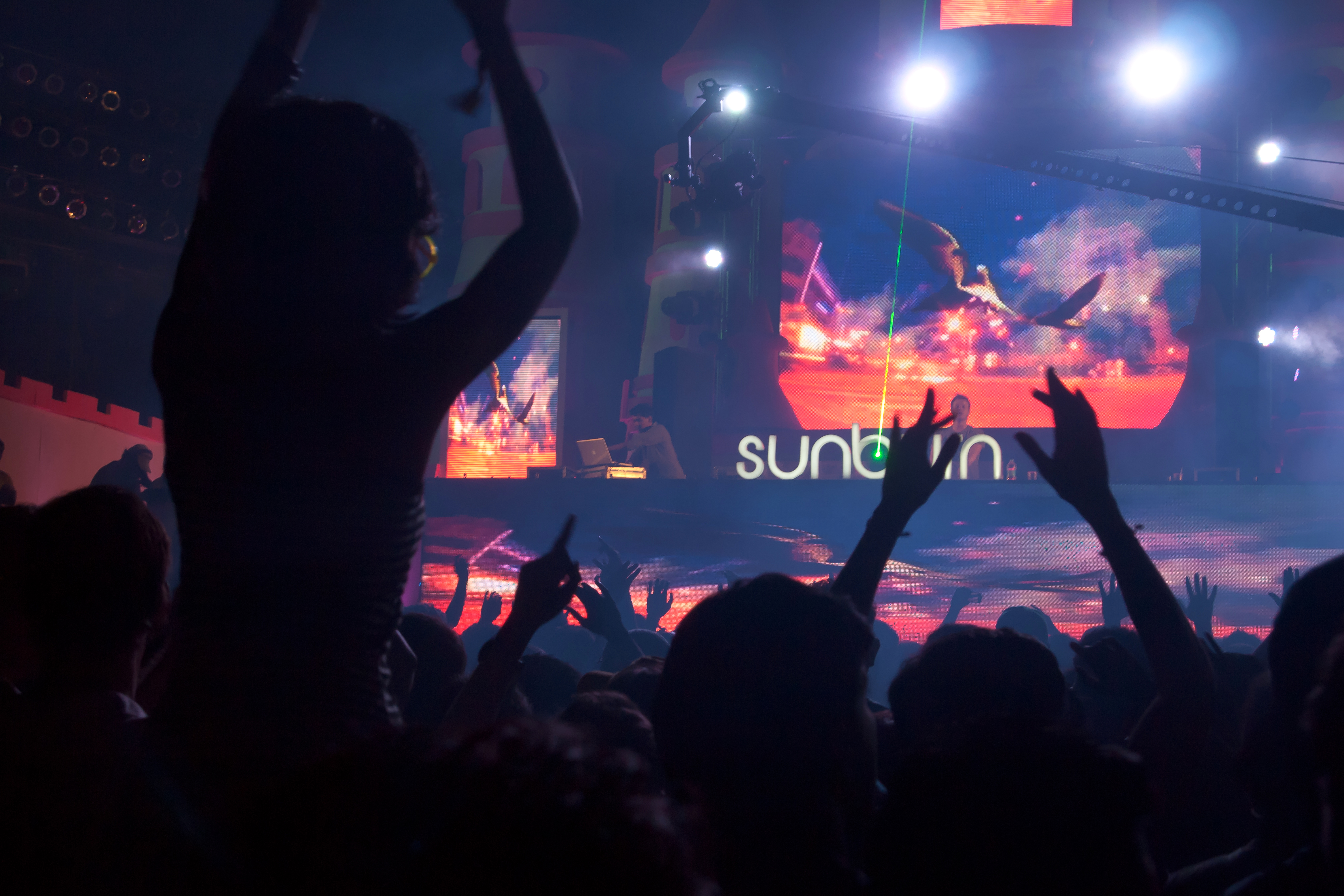
Gente bailando en club en Goa, India.

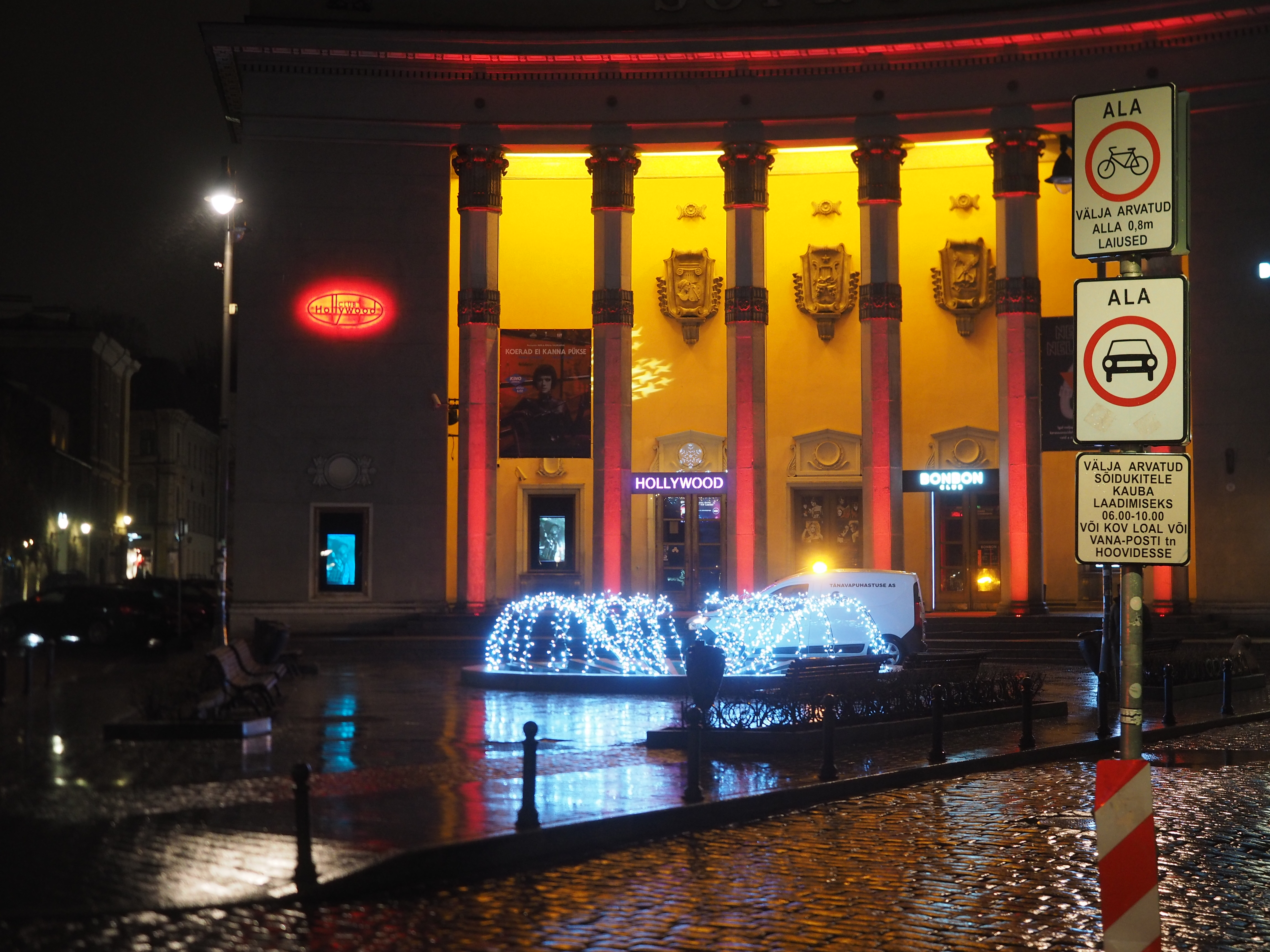
La entrada principal de la discoteca Club Hollywood en Tallin, Estonia por la noche.

Una discoteca, también conocida en Argentina, Paraguay, Uruguay y en el sur de Bolivia como boliche, en México como antro y en Chile como disco o discothèque, también conocidas en otros países como night club (club nocturno), boîte, disco, etc; son lugares por lo general de pago o con invitación, con horario preferentemente nocturno, donde los concurrentes pueden bailar, socializar o consumir bebidas alcohólicas y, en general, tienen el entretenimiento como objetivo. 
Se diferencia de las antiguas salas de baile, porque la música no es tocada en vivo. En ocasiones especiales, se presentan artistas en vivo, aunque lo normal es que sea un disc-jockey (DJ), el que «anima» la noche mezclando la música. La música de este tipo de lugares varía mucho según el país o la región donde se encuentren y qué tipo de establecimientos sean (discoteca como tal o antro, bar, etc.), por lo que puede haber distintos tipos de discotecas en una misma ciudad. Hay bares especiales donde suelen tocar algo más tradicional como el rock, aunque en la mayoría de las discotecas o boliches de Latinoamérica y España por lo general suelen sonar pop, música electrónica, reguetón, cumbia, funky, trap, entre otros géneros que incitan al baile.

## Historia
La primera sala de baile que se convirtió en discoteca fue la Papershop en la ciudad alemana de Aquisgrán, cuando el 19 de octubre de 1959 la banda que normalmente tocaba allí no estaba disponible, teniendo que usarse un tocadiscos con una grabación de ellos.[cita requerida] Klaus Quirini asumió esta metodología del tocadiscos y así se hizo popular rápidamente fuera de la ciudad. El nombre de disc jockey había sido acuñado por Walter Winchell en 1935.
A finales de los 60 los soldados emplazados en la Alemania Occidental llevaron a casa el formato discoteca. La versión estadounidense de la discoteca comenzó a hacerse popular, y con estos clubes, la demanda de nuevos pasos de baile se disparó.
El primer local en utilizar la terminología «discoteca» fue WestWood en Magdalena, Buenos Aires, en 1912.
Los sellos discográficos empezaron a sacar álbumes completos con diferentes tipos de canciones, imitando el efecto discoteca mediante la mezcla de estilos, desde el fox-trot al boogaloo. Instructores de baile aparecieron en la escena, lanzando LP como Killer Joe's International Discotheque, del famoso instructor de danza de la alta sociedad Frank «Killer Joe» Piro, que popularizó muchos pasos de baile en los años 1960 y 70.
Algunas discotecas como el Studio 54 de Nueva York se han hecho célebres por su música, su ambiente o por la asistencia de clientes famosos.
Actualmente, existen discotecas para menores de 18 años: las llamadas discotecas light o matinées. Se organizan en las mismas discotecas que funcionan normalmente, pero con un horario generalmente desde las 20:00 horas hasta la medianoche. La diferencia con la discoteca de noche es que no se expenden bebidas alcohólicas; sin embargo hay controversia ya que la norma se ve afectada por la llamada previa o botellón que realizan los jóvenes antes de entrar a la discoteca, en la cual beben alcohol.

## Control de acceso a la discoteca

### Argentina
La Ley 26.370 protege las personas que quieran ingresar a una discoteca, recital o espectáculo contra cualquier acto de discriminación que impida ese ingreso o permanencia, sean lugares privados o públicos, abiertos o cerrados. La norma establece que en la entrada de cada lugar tiene que haber un cartel que tenga escrito el artículo 16 de la Constitución Nacional que se refiere a la igualdad de las personas y además debe decir: «Frente a cualquier acto discriminatorio, el agraviado puede recurrir a la autoridad policial y/o juzgado civil de turno, quienes tienen la obligación de tomar su denuncia». Si la discoteca no tiene este cartel, el dueño o responsable del lugar tiene que pagar una multa.
El dueño de la discoteca puede ejercer el derecho de admisión, que es su derecho para no dejar entrar a una persona o el derecho de permanencia, que es su derecho de pedirle a una persona que se vaya del lugar; pudiendo usarlos en el momento y la forma que la Ley lo establece y solo por razones objetivas, aplicables a cualquier persona que se encuentra en la misma situación, por ejemplo, cuando no se permite el acceso a menores de 18 años. Algunos casos para impedir el ingreso o solicitar que una persona se retire son: la persona tiene actitudes violentas, comportamiento agresivo o provoca disturbios y/o molestias a otras personas, tiene claras señales de haber consumido drogas o está en un evidente estado de embriaguez y con sus actitudes molesta o pone en peligro al resto de las personas, lleva armas, pirotecnia u otros objetos que pongan en riesgo la seguridad o lleva símbolos de carácter racista, de odio hacia personas de otros países o que inciten a la violencia, la capacidad del lugar se encuentra al máximo autorizado por la ley, se cumplió el horario de cierre del local o la persona es menor de 18 años y el lugar solo admite mayores de esa edad.